# Internetcriminaliteit
Met internetcriminaliteit worden alle vormen van criminaliteit bedoeld waarbij het gebruik van internet een hoofdrol speelt. Internetcriminaliteit is een vorm van computercriminaliteit.

## Voorbeelden
Voorbeelden van internetcriminaliteit zijn o.a.
- inbreken in  computers of computernetwerken (hacken);
- het chanteren van computergebruikers door hun systeem te blokkeren via ransomware (politievirus);
- verspreiden van illegaal materiaal (zoals kinderporno);
- het ongeoorloofd verspreiden van auteursrechtelijk beschermd materiaal (muziek en films);
- het misleiden van mensen door middel van phishing of pharming;
- het veroorzaken van overlast door middel van bijvoorbeeld spam of flooding.

## Beschermen
Men kan zich op verschillende manieren beschermen tegen internetcriminaliteit:
- De juiste software gebruiken en een virusscanner installeren.
- Een spamfilter en firewall installeren.
- De computer regelmatig updaten, bijvoorbeeld via Windows Update

- Enkel bestanden downloaden die honderd procent betrouwbaar zijn. Onbetrouwbare bestanden bevatten vaak spyware.

## Meldpunt
Ecops is een Belgisch online meldpunt voor computercriminaliteit. Internetgebruikers kunnen hier online melding doen van misdrijven in België.